# فاطمه بوتو
فاطمه بوتو (اردو: فاطمہ بھٹو)، نویسنده و روزنامه‌نگار پاکستانی است. او برادرزاده بی نظیر بوتو نخست‌وزیر فقید پاکستان و نوه ذوالفقار علی بوتو است.

## زندگی
فاطمه بوتو در ۲۹ ماه مه ۱۹۸۲ میلادی در کابل متولد شد. پدرش میر مرتضی بوتو برادر بی نظیر بوتو و مادرش فوزیه فصیح الدین بوتو دختر وزیر امور خارجه وقت افغانستان بود. پس از مدت نه چندان طولانی پدر و مادرش از هم جدا شدند و پدرش با زنی لبنانی به نام غنوا ازدواج کرد. فاطمه بوتو در سوریه و لبنان بزرگ شد و پس از مدتی به همراه خانواده اش به پاکستان بازگشت. در سال ۱۹۹۶ هنگامی که عمه‌اش بی نظیر بوتو نخست‌وزیر بود، پدرش میر مرتضی به دست پلیس پاکستان کشته شد. پس از ترور بی نظیر بوتو، فاطمه به عنوان یکی از معدود بوتوهای باقی‌مانده مورد توجه رسانه‌ها قرار گرفت. فاطمه بوتو و نامادری اش همواره بی نظیر بوتو و همسرش آصف علی زرداری را مسئول قتل میر مرتضی دانسته‌اند.
فاطمه بوتو دانش‌آموخته رشته زبان و فرهنگ خاورمیانه و آسیا (Middle Eastern and Asian Cultures and Languages) از دانشگاه کلمبیا است و مدرک کارشناسی ارشد خود را نیزدر رشته دولت‌ها و سیاست‌ها در جنوب آسیا South Asian Government and Politics ازSchool of Oriental and African Studies در لندن گرفته‌است و در حال حاضر به عنوان نویسنده و همچنین ستون‌نویس روزنامه فعالیت می‌کند.
وی تا پیش از ازدواج، با نا مادری‌اش غنوا بوتو، برادر ناتنی‌اش ذوالفقار و برادر خوانده اش میرعلی در کلیفتون ۷۰ که یکی از مشهورترین خانه‌های شهر کراچی است زندگی می‌کرد.در آوریل 2023، فاطمه بوتو با یک دانش اموخته دانشگاه کلمبیا به نام Graham Byra ازدواج کرد.

## آثار
علاوه بر مقاله‌های مختلفی که به قلم وی در روزنامه‌های گوناگون به چاپ رسیده‌است، فاطمه بوتو دو کتاب به عنوان‌های Whispers of the Desert و 8:50a.m. 8 October 2005 نوشته‌است که انتشارات دانشگاه آکسفورد(Oxford University Press) هر دوی آن‌ها را به چاپ رسانده‌است. وی در تازه‌ترین کتاب خود که در سال ۲۰۱۰ توسط ناشرهای مختلف در سراسر جهان منتشر کرد و آن را با الهام از یکی از اشعار خسرو گلسرخی، «ترانه‌های خنجر و خون» (به انگلیسی: Songs of Blood and Sword) نامیده‌است، به صراحت و با ارائه شواهدی، عمه فقید خود، بی نظیر بوتو و شوهرش آصف علی زرداری رئیس جمهور پاکستان را مسئول قتل پدرش میر مرتضی بوتو اعلام کرده‌است. این کتاب جنجالی که در داخل پاکستان واکنش‌های فراوانی را به همراه داشت، تا کنون فروش خوبی داشته‌است و سبب شهرت بیشتر فاطمه بوتو شده‌است.
موضوع مقاله‌های فاطمه بوتو بیشتر مسائل سیاسی و اجتماعی به ویژه اعتراض نسبت به اوضاع نابسامان اقتصادی در پاکستان و بی‌توجهی مسئولان این کشور به وضعیت طبقه محروم و همچنین انتقادهای تند از سیاست‌مداران پاکستانی از جمله پرویز مشرف رئیس‌جمهور سابق پاکستان، عمه‌اش بی نظیر بوتو و شوهر عمه‌اش آصف علی زرداری است.